# Australische zebravink
De Australische zebravink (Taeniopygia castanotis synoniem: Taeniopygia guttata castanotis) is een kleine vogel uit de familie Estrildidae. Het is een veel in gevangenschap gehouden kooivogel.

## Kenmerken
Het dier maakt geluid dat klinkt als "trompetachtig snorren", waarbij het mannetje kleine melodieën van dit geluid maakt. De mannetjes leren het gezang van hun vader. Als die vader er niet meer is, kunnen ze het ook indirect aanleren via broers die het wel van de vader konden leren. De man is te herkennen aan de oranje wangen, die bij de pop ontbreken. Er zijn gefokte kleurvariëteiten waardoor deze standaardkenmerken bij sommige typen verloren zijn gegaan. Bij de witte mutatie kan men de sekse alleen zien aan de kleur van de snavel. Dan is de herkenningskleur van de snavel lichtoranje bij de pop en bij de man dieper oranje tot rood. Ook is er een zwartwangzebravink gekweekt waarbij de oranje wang bij het mannetje een andere kleur heeft gekregen. De lichaamslengte bedraagt 10–13 cm.

## Voortplanting
Het legsel bestaat meestal uit drie tot zeven witte eieren.

## Verspreiding en leefgebied
De zebravink komt van oorsprong uit Australië en komt aldaar in grote aantallen in het wild voor. In Portugal en Puerto Rico bestaan verwilderde populaties.

## Intelligentie
De complexiteit van het gezang van zebravinken blijkt samen te hangen met hun intelligentie; deze is te meten aan het aantal lettergrepen per liedje. Hoe complexer het liedje van de zebravink, hoe beter de vogel problemen lijkt te kunnen oplossen, zoals het vinden van voedsel in een proefomgeving. Uit sommige onderzoeken blijkt dat mannetjes met een complexere zang ook aantrekkelijker worden gevonden door vrouwtjes. Uit ander onderzoek zou echter blijken dat dit niet zo is.

## Voeding
Zebravinken hebben een voorkeur voor graszaden. Ook groenvoer en fruit, zoals komkommer en appel wordt graag gegeten. Sla kan op lange termijn schadelijk zijn voor de gezondheid. Grit en maagkiezel zijn in gevangenschap op de voeding benodigde aanvullingen. Grit is een belangrijke bron van kalk en maagkiezel is behulpzaam voor de vertering van zaden. De beschikbaarheid van water is een levensvoorwaarde.